# Argens-Minervois
Argens-Minervois (okzitanisch Argens de Menerbés) ist eine Gemeinde mit 375 Einwohnern (Stand 1. Januar 2022) im Süden Frankreichs im Département Aude in der Region Okzitanien.

## Lage
Argens-Minervois liegt etwa 25 Kilometer (Fahrtstrecke) nordwestlich von Narbonne und rund 40 Kilometer östlich von Carcassonne. Die nächstgrößeren Ortschaften sind Lézignan (sieben Kilometer südlich) und Olonzac (acht Kilometer nordöstlich).
Der Ort liegt an der Aude und am Canal du Midi. Die sich westlich des Ortes befindende Schleuse Argens begrenzt eine etwa 53 Kilometer lange schleusenlose Strecke des Kanals, die bis zur Schleusentreppe Fonserannes reicht.

## Bevölkerungsentwicklung
| Jahr      | 1968 | 1975 | 1982 | 1990 | 1999 | 2018 |
| Einwohner | 232  | 210  | 218  | 293  | 330  | 348  |

## Wirtschaft
Die in der Umgebung von Argens-Minervois geernteten Trauben werden über zwei Appellationen vermarktet: Minervois (AOC) und Languedoc (AOC).
Der Canal du Midi hat seine wirtschaftliche Rolle als billiger und sicherer Transportweg für Güter aller Art längst verloren; er spielt jedoch eine nicht unwichtige Rolle beim Bootstourismus.

## Geschichte
Argens wird erstmals als Villa Arsegii im Jahr 881 erwähnt. Im Hochmittelalter gehörte der Ort zum Besitz des Erzbistums Narbonne, dessen Bischof ihn im Jahr 1215 an seinen treuen Feldherren Simon de Montfort übergab. Dieser Besitz wurde von seinen Nachfolgern im Jahre 1356 oder kurz danach verkauft um die enorme Lösegeldsumme für den französischen König Johann II. (den Guten), der während des Hundertjährigen Krieges in die Hände der Engländer gefallen war, aufzubringen. Danach wechselte Argens noch mehrfach seinen Besitzer – bis durch die Französische Revolution jegliche Form von Grundherrschaft abgeschafft wurde.

## Sehenswürdigkeiten
- Die kleinen Gassen von Argens haben teilweise noch mittelalterlichen Charakter.
- Die das Ortsbild beherrschende Burg stammt aus dem 14. Jahrhundert; sie wurde aber immer wieder restauriert und rekonstruiert – zuletzt im 19. Jahrhundert. Von hier aus bietet sich ein Blick über den Canal du Midi.
- In der Nähe des Canal du Midi finden sich noch die Reste (3 Seitenschiffarkaden) der frühromanischen Église Notre-Dame de l’Assomption.
- Die heutige Pfarrkirche St-Roch stammt aus dem 19. Jahrhundert.